# Криппс, Мэриан
Мэриан Эмили Криппс, баронесса Пармур (урожденная Эллис; 6 января 1878 — 6 июля 1952) — британская антивоенная активистка.

## Ранние годы и антивоенный активизм
Мэриан Эллис родилась в Ноттингеме, в семье квакеров. Её отец Джон Эллис был либеральным депутатом и владельцем шахты, а мать Мария (урождённая Роунтри), была филантропом. Её сестру-близнеца звали Эдит. Она получила домашнее образование и научилась играть на виолончели.
Во время рейда Джеймсона в 1895 году она стала секретарём своего отца. А во время последовавшей Второй англо-бурской войны приняла участие в проектах Рут Фрай, направленных на оказание помощи женщинам-жертвам конфликта. Во время Первой мировой войны сестры Эллис жертвовали деньги семьям отказников от военной службы по соображениям совести и финансировали организацию «Непризывное содружество». В соответствии с законом «О защите Королевства» 1914 года, все печатные издания Великобритании должны были подвергаться цензуре, чтобы не допустить разглашения военных планов и вторжения противника. В 1918 году сестра Мэриан Эдит и другие квакеры нарушили это предписание и были заключены в тюрьму, по закону им грозила смертная казнь. В это время Мэриан продолжала вносить свой вклад в мировоззрение квакеров на войну.

## Замужество и международные кампании
В 1919 году Мэриан Эллис и баронесса Кортни из Пенвита учредили комитет по борьбе с голодом. 14 июля того же года она вышла замуж за политика Чарльза Криппса, первого барона Пармура, шурина Леди Кортни и Беатрисы Вебб. Брак был бездетным, но Леди Пармур сильно повлияла на своего младшего пасынка, Стаффорда Криппса.
Леди Пармур была президентом Всемирной ассоциации молодых женщин-христианок с 1924 по 1928 год, и помогла учредить «Братство примирения». Она была одним из основателей Международной Лиги женщин за мир и свободу (WILPF) и стала президентом британского отделения организации в 1950 году. Также Леди Пармур занимала пост вице-председателя Национального совета мира, выступала за принятие Китая в Организацию Объединённых Наций и переговоры о прекращении Корейской войны. В 1948 году Леди Пармур написала брошюру под названием Вызов атомной бомбы, которая была опубликована Комитетом друзей мира. В возрасте 70 лет вдовствующая баронесса Пармур взялась за изучение деления ядра, чтобы выступить против использования ядерного оружия.
За два дня до своей смерти в своем доме в Лондоне, в возрасте 74 лет, она помогла написать послание квакеров премьер-министру Уинстону Черчиллю в знак протеста против бомбардировок Северной Кореи. Её кремировали в крематории Голдерс-Грин, а прах увезли во Фрит. Её сестра-близнец, Эдит, также была преданным активистом.